# Gustavo Montesano
Gustavo Montesano (Buenos Aires, 14 de octubre de 1955) es un músico y productor argentino, cuya carrera comenzó en Argentina para posteriormente continuar en España. Ha formado parte de bandas como la argentina de rock sinfónico Crucis a mediados de la década de 1970 y la española de pop Olé Olé, en los años 80s y 90s.

## Trayectoria

### Crucis: sus inicios en Argentina (1974-1982)
Su carrera musical comenzó hacia 1974 en Argentina, donde formó parte de la banda de rock sinfónico Crucis como bajista y cantante. El grupo obtuvo apoyo de crítica y de público desde un primer momento y eso garantizó una buena acogida de su álbum inicial: Crucis (1976).
En 1977, Crucis grabó su segundo trabajo, Los Delirios del Mariscal, un disco básicamente instrumental. Ese mismo año, Gustavo comenzó la grabación de su primer disco en solitario, Homenaje'', donde contó con colaboraciones de algunos destacados músicos del rock argentino de entonces. Montesano ha considerado este disco un virtual «tercer disco» de Crucis puesto que los músicos de este grupo tocaron en casi todas las canciones, junto a otros diferentes instrumentistas —como Pedro Aznar, José Luis Fernández, Charly García, Nito Mestre y Alfredo Toth, entre otros.
Posteriormente Montesano formó Merlín, junto con Alejandro De Michele, dúo que editó un solo disco pues se separaron rápidamente a causa de diferencias personales. Luego Montesano formó Patricio y los Negativos y Doctor Rico, bandas efímeras que no llegaron a dejar registros grabados.
A mediados de 1981, formó junto con su hermano Marcelo la banda Montesano, con la que llegó a grabar en 1982 el álbum El pasillo.

### Olé Olé (1983-1992)
En 1983, Jorge Álvarez llamó a Montesano para un nuevo proyecto que había puesto marcha en España: el grupo de tecno pop Olé Olé. Con dicho grupo Montesano grabó siete discos entre 1983 y 1992, con los que obtuvo discos de oro y de platino tanto en España como en América Latina. Montesano se convirtió en el compositor principal de la banda, a la que aportó sencillos de éxito como «Voy a mil», «Déjame sola», «Yo soy infiel», «Con sólo una mirada» y muchos otros. Olé Olé fue uno de los grupos más populares en la España de los años 1980 y principios de los 90. El éxito que alcanzaron sus distintas cantantes propició que abandonaran el grupo y se lanzaran a carreras en solitario con desigual fortuna. Este fue el caso de Vicky Larraz, Marta Sánchez y Sonia Santana.
En 1987, Montesano decidió producir a la banda de rock Héroes del Silencio, grupo con el que buscó inicialmente un sonido similar al de los ya consagrados argentinos Soda Stereo de Gustavo Cerati.

### Trabajos como músico y productor tras Olé Olé
Tras finalizar la andadura en Olé Olé, Gustavo Montesano se dedicó a producir a diversos artistas y, además, comenzó a trabajar en diversos proyectos en solitario. El primero que vio la luz, tras casi dos décadas, fue Fantasía flamenca (2000), un proyecto en el que Montesano interpretó con guitarra y en estilo de rumba diversas piezas de música clásica de compositores clásicos como Beethoven o Vivaldi. La idea partió de Jorge Álvarez, que se convirtió en productor del disco junto con su excompañero en Olé Olé, Juan Tarodo. La grabación se realizó junto con la Royal Philarmonic Orchestra. El proyecto se publicó en diversos países europeos y fue recibida con agrado en algunos circuitos de la música clásica adaptada a lo popular.
Su siguiente disco fue Soul and Soil (2003). Se trata de un disco instrumental en la línea new age, en el que Montesano reflejó distintas vivencias y emociones a través de las melodías. Fue éste su primer proyecto en España alejado de toda línea comercial, en donde buscó a esencia de los sonidos que surgen de introspección intimista de un músico. Hay que destacar dentro de este trabajo piezas como «Seaside song», «Butterfly roots» o «Loving the angel».
También continuó produciendo grupos tanto en España como en América. Dos de sus proyectos fueron las producciones del grupo español Nube Roja o el americano Medium.

### Olé Olé 2007, 2013 y 2016-2018
En 2005, Montesano decidió recuperar su proyecto más exitoso, Olé Olé. Para ello contactó con Luis Carlos Esteban, el tecladista del grupo, y con Vicky Larraz. A ellos se unieron también su hermano, Marcelo Montesano y el bajista Emilio Estecha. Sin embargo, después de un año largo de trabajo, Vicky Larraz abandonó el proyecto por diferencias de criterio y en el grupo sólo se mantuvieron el propio Montesano y Luis Carlos Esteban. Tras dar con una nueva cantante, Marta Domínguez, grabaron su octavo disco, Grandes éxitos y otras terapias de grupo, que apareció en abril de 2007. Este trabajo incluyó tres nuevas canciones y nueve grandes éxitos revisados en la voz de dicha cantante. El proyecto no funcionó y a finales de ese mismo año el grupo lo dio por concluido.
En marzo de 2013 Gustavo Montesano se reunió con la mayoría de sus compañeros en Olé Olé para celebrar el 30 aniversario del nacimiento del grupo. Dos meses después, en mayo de 2013 fallecería el baterista Juan Tarodo víctima de la leucemia. Gustavo Montesano, Marcelo Montesano, Emilio Estecha, Vicky Larraz y Sonia Santana reunieron entonces a la banda para realizarle un homenaje. En diciembre publicaron el sencillo titulado "Por ser tú", interpretado a dúo por Vicky Larraz y Sonia Santana.
En 2016 se produjo el regreso de la formación original de Olé Olé con Vicky Larraz, Emilio Estecha, Marcelo Montesano y Gustavo Montesano. Fue así como publicaron dos discos con los grandes éxitos del grupo: "Sin control" (disco de duetos) y "En control". Además, editaron varios sencillos digitales durante los siguientes meses. Realizaron una gira de conciertos en 2017 y principios de 2018 en la que lograron recuperar a una pequeña parte del público de los años 80s, por lo que Gustavo Montesano abandonó el proyecto a comienzos de 2018 tras un concierto en la sala Galileo de Madrid, agotadas ya todas las fórmulas posibles por intentar resucitar a una banda que sólo funcionó durante un breve período de tiempo durante la década de 1980.

## Discografía esencial

### Crucis
- 1976: Crucis
- 1977: Los Delirios del Mariscal

### Merlín
- 1979: Merlín

### Gustavo Montesano
- 1977: Homenaje
- 2000: Fantasía Flamenca
- 2003: Soul And Soil
- 2022: Traumas De Un Pasado Tenebroso
- 2024: Para Almas Destruidas (Como La Mía...)

### Montesano
- 1982: El Pasillo

### Olé Olé
- 1983: Olé Olé
- 1984: Voy a mil
- 1986: Bailando sin salir de casa
- 1987: Los caballeros las prefieren rubias
- 1988: Cuatro hombres para Eva
- 1990: 1990
- 1992: Al descubierto
- 2007: Grandes éxitos y otras terapias de grupo
- 2016: Duetos sin control
- 2017: En control